# Everyday Is Christmas
Everyday Is Christmas, é o oitavo álbum de estúdio e o primeiro álbum natalino da cantora e compositora australiana Sia, e foi lançado pela Atlantic Records e a Monkey Puzzle em 17 de novembro de 2017. O álbum conta com canções originais, co-escrito e co-produzido com Greg Kurstin. O primeiro e único single, "Santa's Coming for Us", foi lançado em 30 de outubro de 2017.

## Antecedentes e gravação
Sia confirmou o lançamento de seu primeiro álbum de Natal no dia 1 de agosto de 2017. O álbum marca seu primeiro lançamento através da Atlantic Records, e conta com músicas originais co-escrito e co-produtor pelo colaborador de longa data Greg Kurstin. que trabalhou nos três últimos álbuns de estúdio da Sia: We Are Born (2010), 1000 Forms of Fear (2014) e This Is Acting (2016). Apesar de ser Judeu, o projeto marca o segundo tempo Kurstin produzido todo um álbum de Natal, o primeiro a ser Wrapped in Red (2013) da Kelly Clarkson. Everyday Is Christmas também foi lançado através da própria gravadora de Sia, Monkey Puzzle, e através da Inertia na Austrália.
As sessões de gravação para o álbum teve lugar ao longo de duas semanas, em Maio de 2017 e a esquerda Sia e Kurstin, "rindo no final de cada dia". Em setembro Kurstin disse a trabalhar no álbum com Sia: “Eu não sei como ela vem com letra de música e a melodia ideias tão rapidamente. ... Ela escreveu estas novas histórias de Natal. ... Eu ainda estou meio de novo nestas coisas de Natal. ... [Ele] me levou de volta para quando chegar na mudança de jazz de acordes. Há alguns muito divertido uptempo de Natal, atolamentos e em seguida há também algumas baladas da Sia”.

## Lista de faixas
Todas as faixas escritas e compostas por Sia e Greg Kurstin. 
| N.º            | Título                            | Duração |  |
| 1.             | "Santa's Coming For Us"           | 3:26    |  |
| 2.             | "Candy Cane Lane"                 | 3:32    |  |
| 3.             | "Snowman"                         | 2:45    |  |
| 4.             | "Snowflake"                       | 4:02    |  |
| 5.             | "Ho Ho Ho"                        | 3:25    |  |
| 6.             | "Puppies Are Forever"             | 3:43    |  |
| 7.             | "Sunshine"                        | 3:25    |  |
| 8.             | "Underneath The Mistletoe"        | 3:50    |  |
| 9.             | "Everyday Is Christmas"           | 3:23    |  |
| 10.            | "Underneath The Christmas Lights" | 3:36    |  |
| Duração total: | Duração total:                    | 35:07   |  |

| Faixas bônus da edição deluxe (2018) |                      |                          |         |  |
| N.º                                  | Título               | Compositor(es)           | Duração |  |
| 11.                                  | "Round and Round"    | Joe Shapiro Lou Stallman | 2:29    |  |
| 12.                                  | "Sing for My Life"   |                          | 3:44    |  |
| 13.                                  | "My Old Santa Claus" |                          | 3:24    |  |

## Tabelas musicais
| Tabelas (2017)                        | Melhor posição |
| ------------------------------------- | -------------- |
| Austrália (ARIA)                      | 7              |
| Áustria (Ö3 Austria Top 40)           | 31             |
| Bélgica (Ultratop Flandres)           | 40             |
| Bélgica (Ultratop Valônia)            | 29             |
| Canadá (Billboard)                    | 8              |
| República Tcheca (ČNS IFPI)           | 23             |
| Dinamarca (Hitlisten)                 | 18             |
| Países Baixos (Dutch Charts)          | 32             |
| Finlândia (Suomen virallinen lista)   | 19             |
| França (SNEP)                         | 41             |
| Alemanha (Offizielle Deutsche Charts) | 38             |
| Hungria (MAHASZ)                      | 18             |
| Irlanda (IRMA)                        | 44             |
| Itália (FIMI)                         | 56             |
| Japão (Oricon)                        | 69             |
| Nova Zelândia (RMNZ)                  | 22             |
| Noruega (VG-lista)                    | 11             |
| Escócia (Official Scottish Albums)    | 40             |
| Coreia do Sul (GAON)                  | 80             |
| Coreia do Sul (GAON)                  | 6              |
| Espanha (PROMUSICAE)                  | 30             |
| Suécia (Sverigetopplistan)            | 20             |
| Suíça (Schweizer Hitparade)           | 21             |
| Reino Unido (Official Albums Chart)   | 39             |
| Estados Unidos (Billboard 200)        | 27             |